# Cybianthus bahiensis
Cybianthus bahiensis är en viveväxtart som beskrevs av G. Agostini. Cybianthus bahiensis ingår i släktet Cybianthus, och familjen viveväxter. Inga underarter finns listade i Catalogue of Life.